# 검무로
검무로(Geommu-ro)는 경상북도 예천군 호명읍 산합리 1403과 경상북도 안동시 풍천면 경상북도경찰청 앞을 잇는 도로이다.

## 연혁
- 2015년 10월 29일: 도로명을 검무로로 고시

## 주요 경유지
경상북도
- 예천군 (호명읍) - 안동시 (풍천면)

## 주요 건물 및 시설
- 풍천파출소
- 경상북도 경찰청 (경상북도 안동시 풍천면 검무로 77)